# The denkibran
The denkibran (ザ・デンキブラン)は、日本のロックバンド。大阪を中心に活動。旧表記はThe 電氣BRAN。

## 概要
1999年頃に大阪堺市で結成。
ビートルズ、ザ・フーなどの60年代のイギリスのバンドや、90年代のJ-POPからの影響を色濃く受けている。ムッシュかまやつの大阪ライブでは、バックバンドをつとめた事もある。
ミナミホイール、見放題などの大阪で開催されるサーキットイベントに出演の際は、自身主催のコンピレーションCDを若手発掘の意味合いも込めて作成している。
ボーカル倉坂は、KANA-BOONが活動の中心にしていた大阪のライブハウス三国ヶ丘FUZZのブッキングマネージャーだったため、KANA-BOON、Kidori Kidoriなど大阪堺出身のバンドと縁が深い。特に大阪時代のKANA-BOONとは、関西のオーディションイベントeoMusicTry2011での共演やKANA-BOONのバンド活動全般の相談にのるなど、当時から関わりも深かった。

## メンバー
- 倉坂直樹（くらさか　なおき）　ボーカル & ギター担当。The denkibranでの作詞・作曲・レコーディングを手がける。

ザ50回転ズのレコーディングや、アメリカのリンゴ・デススター（Ringo Deathstarr）のミニアルバムGODS DREAMの日本盤ボーナストラック3曲のマスタリングなど、レコーディング・エンジニアとしても活動している。
- 小松悟史（こまつ さとし）　ベース担当。

- ゲバル（げばる）　ドラムス担当。サファリパークスでもドラムを担当。

## 作品

### ミニアルバム
- GETUP! INURIDER ～イヌライダーの憂鬱～
  - 1．真夜中のラブソング
  - 2．ダンシング・ソクラテス
  - 3．パレット
  - 4．No Young
  - 5．惑星
  - 6．イヌライダー

- PRIMAL/SENTIMENTAL GUITAR RHAPSODY
  - 1．プライマル
  - 2．センチメンタル・ギター・ラプソティ
  - 3．リセット
  - 4．ルート26
  - 5．海に行く。

### The denkibran 主催コンピレーションCD
- ずんざコンピ(大阪 VS 名古屋) 2枚組(2012年配布:廃盤)
  - 関西盤 ：ARKS/airlie/カスタムノイズ/KANA-BOON/神頼みレコード/ギャーギャーズ/キュウソネコカミ/craft rhythm temple/コンテンポラリーな生活/サンダーバーム/The denkibran/ナードマグネット/ハウリングアンプリファー/VIVAROSSA(東京)/ひまわり畑/MOTHER/マッシュ・ソロ de キドリキドリ（Kidori Kidori）/memento森/夜行性のドビュッシーズ/Lambda/理科室コーヒー実験ブレンド/ロマンチップス
  - 名古屋盤 ： アダスメキシコ/the unknown forecast/w’l of the art/short film no.9/数秒にも満たない/世界的なバンド/タンクトップス/テレポテ/Half moon spiral/palitestdestroy/百長/viridian/FU-MU/みそっかす（ミソッカス）

- ミナミホイール非公式コンピ2012 (2012年配布:廃盤)
  - KANA-BOON
  - 河内REDS
  - ギャーギャーズ
  - The denkibran
  - ナードマグネット
  - みるきーうぇい
  - 夜行性のドビュッシーズ

- あそこにない音楽(見放題2013非公式コンピ:廃盤)
  - 1.craft rhythm temple / アフタースケープ(live at WEB ROCKS Vol.4)
  - 2. The denkibran / 美女で野獣（プロトタイプ）
  - 3. みそっかす / パパパ超完全版
  - 4. HAPPY / Time Will Go On
  - 5. 原田茶飯事 / はじめはみんな10代
  - 6. 夜の本気ダンス / Japanese Style
  - 7. Half moon spiral / パレード
  - 8. 宇宙コンビニ / tobira
  - 9. airlie / 夕暮れとさよなら
  - 10. nothingman / 幸せの順番
  - 11. Lambda / Trailer
  - 12. LINE wanna be Anchors / 結末は僕の中にある
  - 13. the unknown forecast / スパイダー
  - 14. E.X.P / Z.E.T
  - 15. 凍死トナカイ / 角で突け。
  - 16. First Impression / Am
  - 17. さしすせそズ / センチメンタル・エクスプレス
  - 18. モルグモルマルモ / テレフォン待ち
  - 19. fula / Glizzly
  - 20. Cettia / ブルーシティー

- ミナミホイール非公式コンピ2013 (2013年配布:廃盤)
  - 河内REDS/TALOWS/The denkibran/nothingman/バンドごっこ/ひまわり畑/フィッシュライフ/みそっかす/みるきーうぇい/メグル/夜の本気ダンス/理科室コーヒー実験ブレンド/craft rhythm temple/ナードマグネット/DAISY LOO/ハウリングアンプリファー/桜草/さしすせそズ

- あそこにない音楽2(見放題2014非公式コンピ:廃盤)
  - The denkibran/craft rhythm temple/ARKS/the equal lights/ENTHRALLS/クリトリック・リス/toitoitoi/nothingman/フィッシュライフ/phonon/みるきーうぇい/森山タカヒロBAND/パンパンの塔/Tequeolo Caliqueolo/タグチハナ/こんぺいとうベイビー/Hum Breaders/The Curling/Safari parks/DAISY LOO

### 参加オムニバス
- 第2回 通天MUSIC-関西早耳アワード-
  - 10.惑星

- HOOK UP RECORDS presents 「前略、７丁目にて...#scene2」
  - 10.OOh La La